# Le Palais de glace
Pour les articles homonymes, voir Palais de Glace.
Le Palais de glace (The Ice Palace) est une nouvelle de Francis Scott Fitzgerald publiée dans The Saturday Evening Post en 1920, avant de figurer dans le recueil de nouvelles Flappers and Philosophers (1920), puis dans l'anthologie Babylon Revisited and Other Stories (1960).

## Résumé
Sally Carrol Happer, une jeune Sudiste de l'État de Géorgie, s'ennuie fermement dans le milieu conservateur où elle vit depuis toujours. Elle décide de changer tout cela et ses amis sont bientôt consternés d'apprendre qu'elle est fiancée à Harry Bellamy, un homme Nordiste. Elle rejette toutes leurs objections, affirmant son désir d'accéder à une existence toute neuve et vraiment importante ; comme un besoin de voir enfin les choses sur une grande échelle.
Pendant l'hiver, la jeune femme se rend dans la ville du Nord pour voir la maison de son fiancé Harry et rencontrer sa famille. Or, l'hiver et la rigueur du climat lui inflige une désillusion croissante à l'égard de sa décision de vivre loin de son patelin du Sud. Ce désenchantement atteint son apogée lorsqu'elle visite le Palais de glace de la ville. 
Peu après, Sally Carrol retourne chez elle, définitivement.